# My Camp Rock
My Camp Rock fue un programa de telerrealidad basado en la exitosa Película Original de Disney Channel Camp Rock.

## Introducción
Los participantes tendrán que enviar un vídeo en el cual tendrán que cantar una de las dos canciones de la película, a elegir. Los participantes podrán participar en solitario, dúo o grupo. Después de la finalización de la selección los vídeos enviados se retransmitirán por Disney Channel. Un jurado profesional escogerá entre todos los vídeos 8 semifinalistas. Al conocerse los semifinalistas se hará una votación on-line donde el público escogerá a su semifinalista favorito. Los 4 más votados se clasificarán para las finales donde convivirán en un campamento de rock con la ayuda de estrellas Disney y por los profesores. En la final tendrán que superar diferentes pruebas y tras ellas el público escogerá al ganador de los 4 finalistas.
La ganadora de la primera edición fue Lucía Gil (2009).
En la segunda edición de este concurso, la ganadora fue Ana Mena (2010).

## Concursantes deMy Camp Rock(2009)
| Concursantes                | Edad    | Residente | Clasificación | Semifinal  | Estrella Disney | Final         |
| Lucía Gil                   | 10      | Madrid    | Ganadora      | This is me | Elena           | Two Stars     |
| Natasha Cabo                | 13      | Barcelona | Finalista     | This is me | Luisber         | Here I Am     |
| Paula Dalli                 | 16      | Alicante  | Finalista     | This is me | Andrea Guasch   | Who Will I Be |
| Adriana Ibone               | 13 y 14 | Navarra   | Finalista     | This is me | Andreas         | Play My Music |
| Xurxo Trillo                | -       | La Coruña | Semifinalista | This is me | No tuvo         | Eliminado     |
| Montse Filigrana            | 14      | Sevilla   | Semifinalista | This is me | No tuvo         | Eliminada     |
| Fran Ruíz                   | -       | Barcelona | Semifinalista | This is me | No tuvo         | Eliminado     |
| Adrián Calleriza Roi Méndez | 13 y 14 | La Coruña | Semifinalista | This is me | No tuvo         | Eliminados    |

## Concursantes deMy Camp Rock 2(2010)
| Concursantes            | Edad    | Residente | Clasificación | Semifinal      | Estrella Disney | Final                 |
| Ana Mena                | 13      | Málaga    | Ganadora      | Who Will I Be  | Lucía           | Brand new day         |
| Andrea Malena           | 15      | Alicante  | Finalista     | Play My Music  | Luisber         | What We Came Here For |
| Ainhoa Sánchez          | 16      | Valencia  | Finalista     | Here I Am      | Andrea Guasch   | It's Not Too Late     |
| Aarón Colston           | 16      | Alicante  | Finalista     | Gotta Find You | Paula Dalli     | Heart & Soul          |
| Fran Ramón              | 12 y 13 | Barcelona | Semifinalista | Play My Music  | -               | Eliminado             |
| Ariadna Roca Arnau Roca | 11 y 12 | Barcelona | Semifinalista | Play My Music  | -               | Eliminado             |
| Miguel Ángel            | 15      | Jaén      | Semifinalista | Gotta Find You | -               | Eliminado             |
| Carmen Messer           | 10      | Málaga    | Semifinalista | Here I Am      | -               | Eliminado             |